# Jimmy Page
Pour les articles homonymes, voir Page.
James Patrick Page, dit Jimmy Page, né le  9 janvier 1944 à Heston dans la banlieue de Londres, est un guitariste, producteur et compositeur de rock britannique. Il est le fondateur, leader et compositeur de la majorité du répertoire original du célèbre groupe de rock Led Zeppelin, ainsi que le producteur de leurs albums. Auparavant, dès 1963, il mène une carrière prolifique comme musicien de studio. Sa virtuosité en fait vite un des musiciens les plus demandés lors des séances d'enregistrement des artistes et des groupes phares jusqu'à son arrivée chez les Yardbirds fin 1966. En 1968, il fonde le groupe Led Zeppelin qui devint une des plus importantes formations de l'histoire du rock en compagnie de Robert Plant, John Paul Jones et John Bonham.
Avec George Harrison, Eric Clapton, Jeff Beck, Pete Townshend, David Gilmour et Brian May, il est considéré comme l'un des meilleurs guitaristes britanniques et comme l'un des plus influents de l'histoire du rock. En 2005, il est élevé au grade d'officier de l'ordre de l'Empire britannique pour son travail caritatif au Brésil. Il reçoit, en 2008, le titre de docteur honoris causa pour son apport à la musique. En 2011, le magazine américain Rolling Stone le classe troisième derrière Jimi Hendrix (1er) et Eric Clapton (2e) dans le palmarès des 100 meilleurs guitaristes rock de tous les temps. Il est très inspiré par le blues, le folk, la musique indienne et la musique orientale.

## Biographie

### Début de carrière
Jimmy Page naît en 1944 à Heston (Londres), une banlieue ouest de Londres qui forme aujourd'hui le borough londonien de Hounslow. Son père, James Patrick Page, est responsable du personnel dans une usine de revêtements plastiques et sa mère, Patricia Elizabeth Gaffikin, est secrétaire médicale. Fils unique, Jimmy Page déménage avec sa famille à Epsom, en 1952. Il commence la guitare à l’âge de 12 ans et, même s’il suit quelques cours à Kingston upon Thames, acquiert son jeu de façon autodidacte. Ses premières influences sont des guitaristes rockabilly comme Scotty Moore ou James Burton, tous deux musiciens sur les enregistrements d’Elvis Presley, mais aussi Johnny Day qui a joué avec les Everly Brothers et Cliff Gallup guitariste de blues de Gene Vincent. La chanson de Presley, Baby Let’s Play House, est l’un de ses morceaux favoris sur sa première guitare électrique, une Futurama Grazioso de seconde main. Les talents de Page s’étendent également au monde acoustique avec un jeu folk, reprenant des morceaux de Bert Jansch, John Renbourn ou des influences plus blues avec Elmore James et B.B. King. À l’âge de 14 ans, il participe à un télé-crochet sur la BBC, All Your Own, qui présente des enfants talentueux ou collectionneurs. Il fait une apparition avec un groupe de skiffle, un genre musical populaire à l’époque. Interviewé par le présentateur, le jeune Jimmy explique qu'il veut devenir « chercheur en biologie ».
Jimmy Page quitte l’école à 14 ans pour poursuivre sa carrière musicale et, après quelques accompagnements du poète Royston Ellis et du chanteur Red E. Lewis, il est approché par Neil Christian, chanteur du groupe Neil Christian & The Crusaders. Jimmy Page se produit sur scène avec Neil Christian pendant deux ans, puis joue sur plusieurs chansons, dont le single de novembre 1962, The Road to Love. 
C’est à cette période qu'il tombe sérieusement malade d'une mononucléose infectieuse qui l’empêche de continuer les concerts. En convalescence, il décide de mettre la musique de côté et de se consacrer à son autre passion, la peinture. Il s’inscrit au Sutton Art College de Surrey.

### Travail en studio
Alors qu’il est encore étudiant, Jimmy Page fait souvent des incursions dans les concerts du Marquee Club, auprès de groupes comme les All Stars de Cyril Davies ou Blues Incorporated. Il y joue avec de futurs grands guitaristes, Jeff Beck ou Eric Clapton. Un soir, John Gibb de The Silhouettes le remarque et lui demande s’il est prêt à l’aider à enregistrer des morceaux pour EMI, dont The Worrying Kind. Mais c'est l'offre de Mike Leander de Decca Records que Jimmy Page accepte, et sa première séance de travail pour cette maison de disques est l’enregistrement de Diamonds par Jet Harris & Tony Meehan, un morceau qui devient numéro 1 en Grande-Bretagne au début de l’année 1963.
Après quelques brèves collaborations avec Neil Christian and The Crusaders, Carter-Lewis and The Southerners, avec le groupe de Mike Hurst et Mickey Finn and the Blue Men, Jimmy Page devient alors guitariste de studio à temps complet, connu sous le surnom de Little Jim, pour éviter la confusion avec Big Jim Sullivan, alias Big Jim.
En 1964, Jimmy Page joue sur As Tears Go By de Marianne Faithfull, sur Tobacco Road des Nashville Teens, sur une version alternative de Heart of Stone des Rolling Stones, sur Baby, Please Don't Go, Gloria, Here Comes the Night et plusieurs autres titres de Them & Van Morrison, sur Is it True et What'd I Say par Brenda Lee, ainsi que sur toutes les chansons de Dave Berry entre décembre 1963 et juin 1965. Guitariste préféré du producteur Shel Talmy, il finit par travailler sur quelques chansons des Who et des Kinks. Il prend part aux enregistrements du premier album des Kinks (il ne joue aucun des solos, malgré les rumeurs), ainsi qu'au premier 45-tours des Who, I Can't Explain, mais ses parties de guitare ne seront pas retenues pour la version finale. Il joue également sur leur morceau Bald Headed Woman.
En 1965, Jimmy Page est engagé par le manager des Rolling Stones, Andrew Loog Oldham, en tant que producteur et A&R - artiste et répertoire, chargé des questions administratives et contractuelles pour les enregistrements - pour la maison de disques Immediate Records qu'il vient de créer. Ce nouveau poste lui permet de produire un 45-tours de John Mayall et trois albums de Chris Farlowe. Toujours en 1965, Jimmy Page joue avec Eric Clapton sur sept blues instrumentaux qu'il produit pour Immediate, et fait partie du London All Star, co-signant 3 titres avec Bobby Graham sur l'album British Percussion. En 1966, il joue de l'harmonica sur le 45-tours de Cliff Richard and The Shadows, Time drags by. Jimmy Page écrit quelques chansons avec Jackie DeShannon. Il travaille en tant que musicien sur l’album Love Chronicles de Al Stewart en 1969, et sur cinq morceaux de l’album de Joe Cocker, With a Little Help from My Friends.
Quand il est interrogé au sujet des chansons sur lesquelles il a joué — et plus particulièrement celles où son rôle est controversé —, il déclare qu’il lui est difficile de s'en souvenir en raison de la masse de travail lors des enregistrements à l’époque. De plus, les archives des séances d'enregistrement de ces années ne détaillaient pas toujours avec exactitude les interventions de tous les musiciens présents, et certaines maisons de disques ont disparu depuis avec leurs archives. Diverses estimations indiquent qu’il joue sur 50 % à 90 % des enregistrements produits en Angleterre entre 1963 et 1965. Toutefois, beaucoup de rumeurs courent qui ne seront jamais vérifiables, d'autant plus que, pour celles que l'on peut correctement distinguer dans l'accompagnement musical, certaines de ses interventions supposées à la guitare ne sont pas identifiables à l'oreille de manière incontestable.
Au milieu des années 1960, Jimmy Page collabore avec des artistes d'Europe continentale comme Nico qu'il accompagne sur The Last Mile, face B du premier 45 tours de la chanteuse. Page en écrit les paroles à partir de quelques notes de Oldham, fondateur et manager de Immediate Records. Il travaille également avec Michel Polnareff (Page joue sur Sous quelle étoile suis-je né ? ou encore La Poupée qui fait non, sortie au printemps 1966), Françoise Hardy, Eddy Mitchell (sur What'd I Say en 1965) et Johnny Hallyday en 1967,.
En 1968, John Paul Jones et lui participent à l'enregistrement de l’album The Hurdy Gurdy Man de Donovan.
Si Jimmy Page a joué avec un grand nombre de musiciens connus dans les années 1960, une partie de ces premiers morceaux ne sont disponibles que sur des bootlegs, la plupart diffusés par le fan-club de Led Zeppelin à la fin des années 1970, à l'exception de certaines chansons composées par les Rolling Stones avec Mick Jagger au chant parus sur l'album Metamorphosis en 1975. Parmi ces enregistrements figurent notamment une vieille jam session avec Keith Richards, ainsi qu’une reprise de Little Queen of Spades du bluesman Robert Johnson.

### Yardbirds
À la fin 1964, on propose à Jimmy Page de remplacer Eric Clapton dans The Yardbirds, mais il décline l’offre, n'entendant pas léser son ami. En février 1965, Clapton quittant The Yardbirds, Jimmy Page devient libre d'accepter, mais refuse à nouveau pour ne pas renoncer à sa carrière lucrative dans les studios. Il craint aussi que sa santé soit affectée par les tournées, si bien qu’il propose à sa place son ami Jeff Beck pour remplacer Clapton.
En 1966, Jimmy Page joue un rôle secondaire dans le film Blow-Up de Michelangelo Antonioni. Dans une scène, il joue le rôle d'un musicien avec les autres membres du groupe The Yardbirds.
Le 16 mai 1966, le batteur Keith Moon, le bassiste John Paul Jones, le claviériste Nicky Hopkins, Jeff Beck et Jimmy Page enregistrent un instrumentale composé par Jimmy, Beck's Bolero dans les Studios IBC de Londres. Cette expérience donne l’idée à Jimmy Page de former un groupe avec Jeff Beck, John Entwistle et Keith Moon. Le projet est abandonné en raison de l’absence d’un chanteur de qualité et de conflit avec des engagements contractuels existants.
Après le départ d’un autre membre des Yardbirds, le bassiste Paul Samwell-Smith, Jimmy Page se décide à rejoindre la formation en tant que bassiste. Il ne tarde pas à reprendre sa guitare pour jouer aux côtés de Jeff Beck, alors que Chris Dreja retourne à la basse. Le potentiel musical du groupe est toutefois troublé par des tensions internes causées par les tournées et le manque de succès commercial. Ils ne sortent qu’un 45-tours Happenings Ten Years Time Ago. Si Jimmy Page et Jeff Beck jouent ensemble dans les Yardbirds, le trio Page-Clapton-Beck ne joue jamais ensemble en même temps dans ce groupe. Les trois guitaristes se retrouveront plus tard lors d’un concert de charité en 1983.
Jeff Beck quitte les Yardbirds qui reste un quartet. Ils enregistrent un album avec Jimmy Page, Little Games. L’album n’est pas un succès, atteignant péniblement la 80e place des hit-parades, bien que plutôt en accord avec les tendances musicales de l’époque. En revanche, les concerts contrastent avec les réalités du studio, devenant de plus en plus expérimentaux et laissant entrevoir certains aspects de Led Zeppelin.
C'est à cette époque que Jimmy Page commence à s'intéresser à la musique orientale en allant, après une tournée des Yardbirds, écouter dans son pays le célèbre joueur de sitar Ravi Shankar. Il déclare : « j'étais allé en Inde en rentrant d'une tournée avec les Yardbirds. Je n'avais pas réussi à convaincre qui que ce soit de m'accompagner ; ils voulaient tous aller à San Francisco. Cela faisait un bout de temps que j'écoutais cette musique et je voulais l'entendre jouée autrement que sur disque. Disons ça comme ça : je possédais un sitar avant George Harrison. Je ne prétendrai pas que j'en jouais aussi bien que lui. Je pense que George s'en servait très bien. Within You Without You est de très bon goût. Il a passé beaucoup de temps à étudier avec Ravi Shankar, et ça s'entendait. Je suis allé voir un concert de Ravi Shankar un jour, et pour te prouver que cela remonte à loin, il n'y avait pas de jeunes dans le public ; juste un tas de personnes âgées de l'ambassade indienne. Une fille que je connaissais était une de ses amies et elle m'a emmené le voir. Après le concert, elle me l'a présenté et je lui ai expliqué que j'avais un sitar, mais que je ne savais pas comment l'accorder. Il a été très gentil et m'a écrit les accords sur un bout de papier. »
En 1968, Keith Relf et Jim McCarty mettent un terme à leur participation avec The Yardbirds. Contractuellement, Page doit encore un album à la maison de disques. Il recrute d’autres membres pour terminer des concerts en Scandinavie : tout d'abord il s'adresse au bassiste John Paul Jones, dont il connaît l'efficacité en tant que musicien de studio minutieux et efficace. Cherchant un chanteur, il s'adresse tout d'abord à Steve Marriott, mais celui-ci fait déjà partie d'un autre groupe, The Small Faces. Il propose alors à Terry Reid de rejoindre le groupe naissant. Celui-ci lui conseille un jeune chanteur de blues, Robert Plant, qui à son tour suggère le batteur John Bonham avec qui il a déjà joué dans un groupe de blues plus ancien, justement The Band Of Joy.
Pour ne plus s'afficher comme les Yardbirds et marquer un tournant musical, les New Yardbirds se rebaptisent « Led Zeppelin » le 9 novembre 1968, lors d'un concert au London Roundhouse de Chalk Farm, en Angleterre. L'origine de ce nom provient d'une blague de Keith Moon lors de l'enregistrement de Beck's Bolero. Jimmy Page a donc cette idée de former un supergroupe avec ces musiciens, mais Keith Moon, qui n'a nullement l'intention de quitter les Who, lui indique que son projet va « s'écraser au sol comme un Zeppelin de plomb » (lead Zeppelin, « lead » étant alors homophone de « led »). Deux ans plus tard, après avoir hésité entre Mad Dogs et Whoopie Cushion, Jimmy Page adopte cette appellation, modifiée à la demande de  Peter Grant qui souhaite que le a soit supprimé pour éviter une confusion, à la lecture, entre lead [plomb] et (to) lead [diriger], et la différence de prononciation qui en résulterait,.

### Led Zeppelin

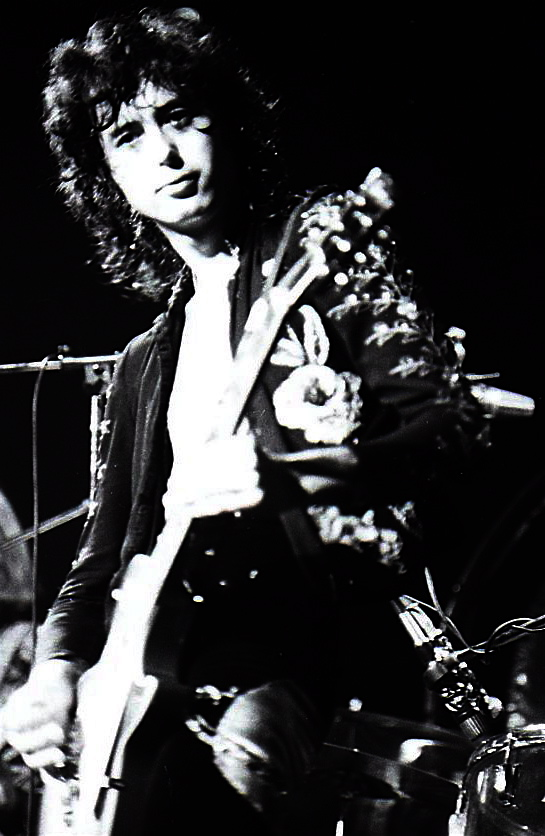
Jimmy Page avec Led Zeppelin en 1973.

Jimmy Page et John Paul Jones se connaissent professionnellement depuis 1964. Les deux musiciens sont au sommet de la liste des artistes studios les plus demandés du circuit professionnel de l'époque pour leur instrument respectif. En 1968, ils se rencontrent pour la réalisation de l'album Little Games des Yardbirds. Bien que l'album ne soit pas un grand succès commercial, la session amène tout de même Jones et Page à parler d'une future collaboration. Deux mois plus tard, le bassiste Chris Dreja quitte les Yardbirds période Page pour se mettre à la photographie (il signe notamment la photo de couverture de la pochette du premier album de Led Zeppelin). Jones apprenant la nouvelle contacte aussitôt Page et désire devenir le nouveau bassiste. Page accepte. Pendant cette période c'est d'abord la voix de Steve Marriott, le chanteur des Small Faces, puis celle de Terry Reid qui nourrissent les espérances de Page pour son futur chanteur. Mais après plusieurs rencontres, Reid refuse avec respect la proposition du guitariste et suggère de s’intéresser plutôt à un jeune chanteur de Birmingham, un certain Robert Plant, qu'il a vu sur scène avec son groupe Band of Joy, alors que celui-ci faisait l’ouverture de l’un de ses propres concerts. La prestation de Plant sur scène enchante Page, qui réussit à le convaincre d'être le troisième membre de ce groupe en pleine gestation. 
Reste à trouver un batteur. La liste de Page se résume à trois musiciens, mais Plant suggère son ami d'enfance John Bonham, justement batteur de Band of Joy, que Page n'a jamais vu jouer. Page va alors découvrir sur scène un batteur qui dépasse de très loin les plus hauts standards qu'il s'était fixés. Mais Bonham, qui cherche avant tout la sécurité dans son métier de batteur, hésite entre le déjà célèbre Joe Cocker - qui s'intéresse à lui - et la réputation virtuose de Page. De réticence en hésitations, Bonham choisit finalement l'option Page, et les quatre jeunes musiciens se réunissent pour la première fois aux alentours du 19 août 1968 dans un local de Gerrard Street à Londres. Ils s'essayent sur le classique du rock 'n' roll Train Kept A-Rollin' et découvrent instantanément l'alchimie qui va les mener vers les sommets. « Tout le monde a plus ou moins fait Wow ! » se souvient Jimmy Page à propos de ces premières minutes passées à jouer ensemble.
Ce résultat plus que surprenant, avec une complicité musicale évidente, ne cessera plus de s'imposer, au point de contribuer à la légende des concerts marathons du quatuor. C'est le début des New Yardbirds, qui n'ont pas d'autre choix que de partir en tournée pour la Scandinavie, afin de respecter le dernier contrat des défunts Yardbirds, signé par Page lui-même en tant que guitariste-producteur. Quand la tournée se termine, ce ne sont plus les New Yardbirds qui débarquent à Londres, mais Led Zeppelin. 
Dès 1969, le groupe sort deux albums dans la même année : Led Zeppelin et Led Zeppelin II. Si le premier est un succès, l'autre l'est encore davantage. Mais le groupe n'est pas directement reconnu dans son propre pays. Il faut attendre qu'il ait remporté du succès en Amérique pour que l'Angleterre s'intéresse à ce nouveau quatuor. En 1970, son 3e album sort, Led Zeppelin III puis, l'année suivante, l'album IV fait son apparition dans les bacs des disquaires. Ce dernier album est considéré comme le meilleur du groupe, ne serait-ce que pour la chanson Stairway to Heaven (4e chanson de l'album). La chanson rencontre un succès planétaire qui ne faiblira jamais, toujours considérée comme un hymne intemporel du rock'n roll. En 1973, le groupe sort un nouvel album, cette fois-ci nommé Houses of the Holy. Cette même année, sa tournée européenne rencontre un immense succès. En 1975, c'est l'album Physical Graffiti qui atterrit dans les bacs. En cette même année, le groupe sort son premier film, The Song Remains the Same, jugé très mauvais par la critique. En 1976 paraît l'album Presence, illustrant la période la plus noire du grand Zeppelin. L'album In Through the Out Door sera, en 1979, le dernier du groupe. En 1982 sortira Coda, une brève compilation de chansons inédites du groupe.
Le groupe se dissout peu après la mort de John Bonham, le 25 septembre 1980.

#### Influence

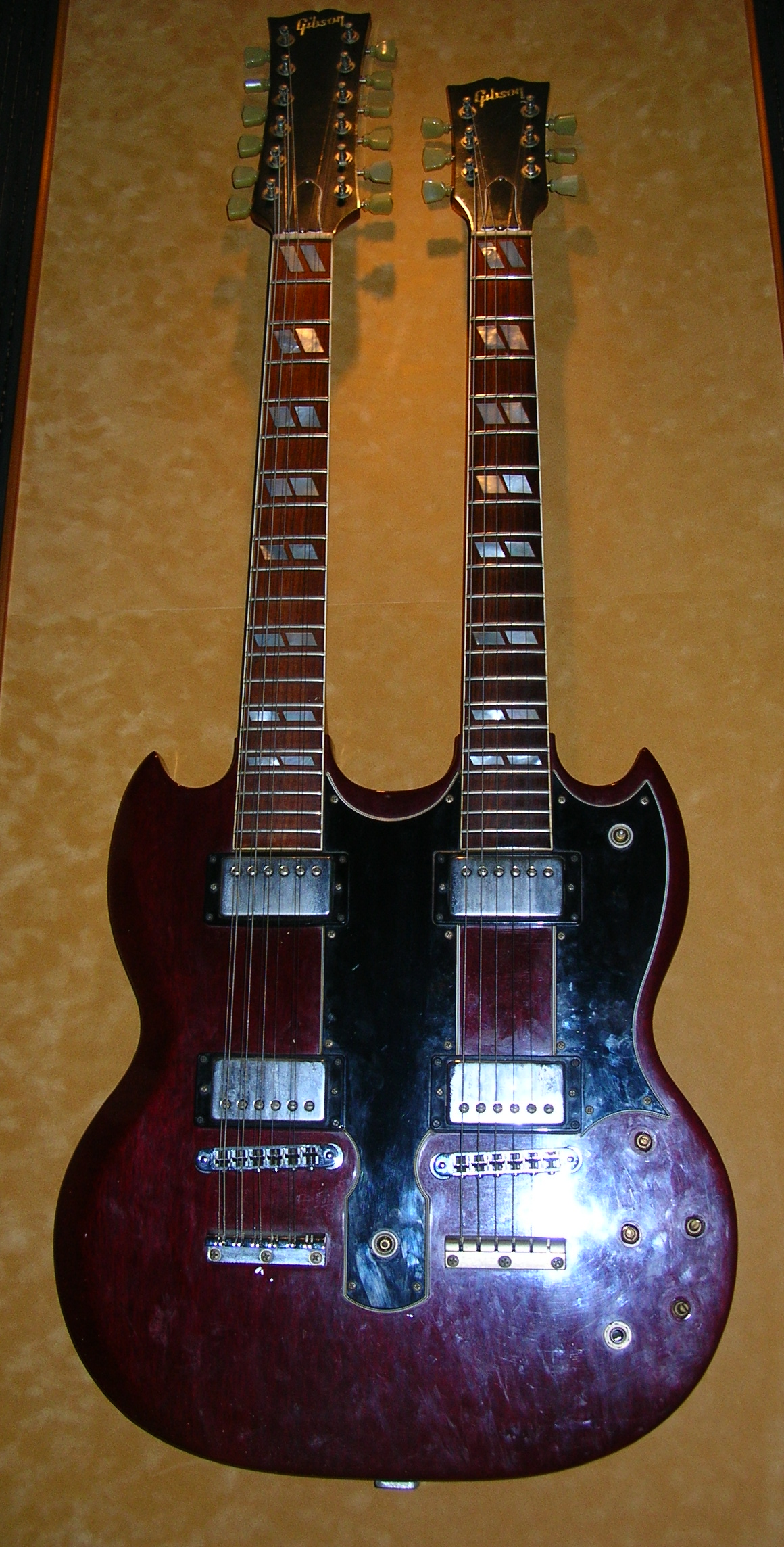
La Gibson SG à double manche de Jimmy Page, lui permettant d'alterner le jeu à six et à douze cordes sur des titres comme Stairway to Heaven ou The Song Remains the Same.

Les expériences antérieures de Page, aussi bien en studio qu'avec les Yardbirds, influencent fortement la musique et le succès de Led Zeppelin. En tant que producteur, compositeur et guitariste, il fait de Led Zeppelin un archétype qui va devenir une référence majeure pour les futures formations et un vecteur pour les courants proches du hard-rock et du heavy-metal, notamment, mais également bien d'autres sous-genres du rock, du fait d'une grande variété de styles expérimentés. Son jeu de scène a également eu une influence majeure, tant pour son éventail technique que pour son attitude qui en ont fait l'un des archétypes du guitar hero.
La succession de notes rapides dans Communication Breakdown est, par exemple, citée par le guitariste Johnny Ramone comme étant l’inspiration pour son style punk, avec des cordes strictement grattées du haut vers le bas. Par ailleurs, Eddie Van Halen met au point sa technique du tapping après avoir vu un solo de Page, sur Heartbreaker, lors d’un concert en 1972. Le solo de Stairway to Heaven a été qualifié de meilleur solo de tous les temps par plusieurs magazines de guitare, dont Guitar World et Total Guitar. Durant les années 1970, Page est nommé « Guitariste de l’année », pendant cinq ans, par le magazine Creem. D'autres styles sont directement inspirés par celui de Led Zeppelin[précision nécessaire].
Page fait par ailleurs l'objet d'accusations de plagiat, ou tout du moins d'emprunts non crédités. En 1969, Led Zeppelin appose les noms Page et Plant sous le titre des chansons You Shook Me et Whole Lotta Love : la première est une reprise de la chanson du même nom écrite par Willie Dixon et chantée par Muddy Waters, la seconde est une nouvelle composition inspirée de You Need Love du même tandem, étoffée et hypertrophiée. Dixon leur intente un procès, le gagne, et Jimmy Page accepte de payer. De même l'arpège en introduction de Stairway to Heaven est proche de celui de Taurus (en) du groupe Spirit, et fait l'objet d'une plainte de la part des gestionnaires de l'héritage de l'auteur, Randy California, mort en 1994. Toutefois, un jugement de 2016 détermine que le plagiat ne peut pas être établi dans ce cas, car même si les motifs mélodiques et sonores sont proches, on ne peut pas les considérer comme « intrinsèquement similaires ». Un appel de ce jugement est toujours en cours.

#### Matériel et son

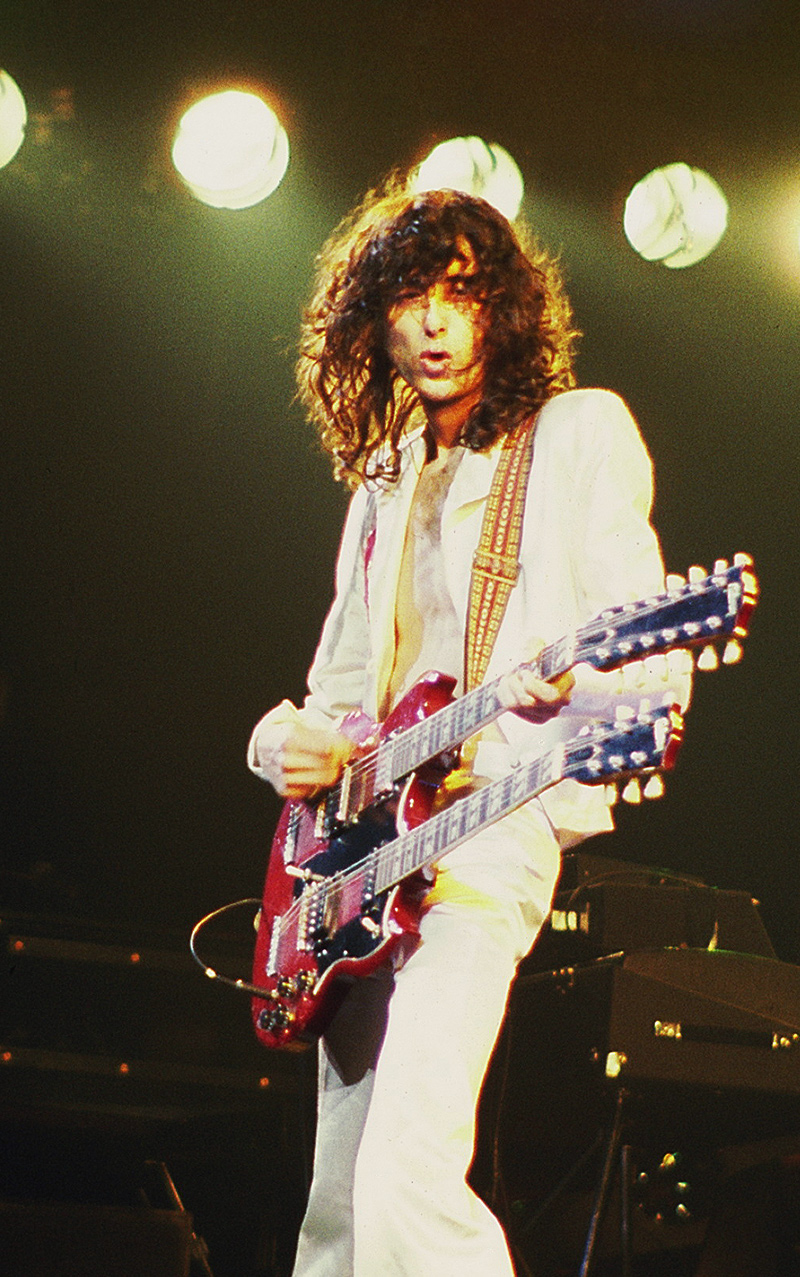
Jimmy Page en 1977 durant un concert de Led Zeppelin à Chicago.

Pour composer la plupart des morceaux de Led Zeppelin, Jimmy Page utilise une guitare Gibson Les Paul (modèles '58 et '59) et des amplificateurs Marshall en concert à l'appui de son jeu incisif avec un son puissant, « chaud » et « gras ». Gibson sort par la suite plusieurs versions signature de la Les Paul de Page .Il est aussi connu pour avoir rendu célèbre la Gibson EDS-1275, guitare à double manche (six et douze cordes) dérivée de la Gibson SG, qu'il utilise en studio pour jouer Carouselambra ainsi que sur scène pour interpréter Stairway To Heaven ou The Song Remains The Same.
Une particularité de la Gibson Les Paul Jimmy Page Signature réside dans le câblage original de la guitare. En effet, chaque potentiomètre (au nombre de quatre sur la Les Paul) est un « push-pull » et agit comme un interrupteur. Ainsi, en tirant sur chaque potentiomètre, on peut indépendamment :
- splitter le micro manche (passer d'un double bobinage à un simple bobinage) ;
- splitter le micro chevalet ;
- mettre les micros en circuit série/parallèle ;
- mettre les deux micros en phase/hors-phase.

Les deux derniers points n'ont de sens que si les deux micros sont audibles, donc lorsque le sélecteur de micros est en position intermédiaire. Ce câblage porte son nom : le « câblage Jimmy Page » (en anglais : « Jimmy Page wiring »).
Pour les enregistrements en studio, il emploie souvent un amplificateur Supro et une Fender Telecaster. La gamme d’effets déployés par Page est longue. Il utilise une fuzzbox Sola Sound Tone Bender Professional MKII sur How Many More Times, le bottleneck sur You Shook Me, Dancing Days, In My Time of Dying, une pedal steel guitar dans Your Time Is Gonna Come, Babe, I'm Gonna Leave You, Tangerine, That's the Way ainsi qu’à la fin de Over the Hills and Far Away. La guitare acoustique n'est pas en reste puisque Page compose avec cet instrument dans Gallows Pole ou encore Ramble On.
Jimmy Page est aussi célèbre pour l’utilisation d’un archet pour frotter les cordes d'une guitare électrique, dans les morceaux Dazed and Confused et How Many More Times. Sur l’interlude de Whole Lotta Love, il utilise un Theremin. Il développe cette technique offrant un son ample et grave lors de ses enregistrements en studio, même s’il n’en est pas l’inventeur à proprement parler : Eddie Phillips du groupe The Creation l’a déjà fait auparavant ; comme The Creation est l’une des formations gérées par Shel Talmy avec qui Page travaillait, ce dernier eut vent de cette technique. Dans le documentaire Rockumentary produit par MTV, Jimmy Page déclare qu’il a eu l’idée de jouer avec un archet grâce à David McCallum, Sr., également musicien de studio. Jimmy Page utilise une Telecaster et plus tard sa Les Paul pour ses solos à l’archet. Ce procédé est parodié dans le film Spinal Tap où l’on voit le guitariste Nigel Tufnel utiliser un violon entier en lieu et place de l’archet pour frotter les cordes de sa guitare électrique.
Sur d’autres morceaux de Led Zeppelin, Jimmy Page s’essaie aux effets de feedback. Il emploie quelquefois la pédale wah-wah mais sans faire varier l’effet en temps réel à l’instar de Jimi Hendrix : Jimmy Page préfère laisser la pédale avec le bouton des aigus à fond pour obtenir un son plus incisif.
Avant d'utiliser massivement les amplificateurs Marshall sur scène, Jimmy Page utilise des amplificateurs Hiwatt modifiés (de juillet 1969 à novembre 1971). Lors du concert de Led Zeppelin en 2007, Jimmy Page utilise des amplificateurs Orange et Petersburg.

#### Techniques de production
Dans les années 1960, la plupart des producteurs britanniques placent les micros directement en face des amplificateurs et de la batterie, produisant un son relativement étriqué caractéristique des enregistrements de cette époque. Jimmy Page déclare dans Guitar World qu’il trouve que la batterie, en raison de cette disposition des micros, sonne « comme des boîtes en carton ». Il préfère les concepts des années 1950, comme ceux employés dans les Sun Studios. Dans le même entretien, il ajoute que « l'enregistrement était une science » et que « les ingénieurs avaient une maxime : la distance est égale à la profondeur ». Reprenant ce credo à la lettre, Jimmy Page place un micro supplémentaire à une certaine distance de l’amplificateur (par exemple à 80 cm), pouvant ainsi obtenir la profondeur nécessaire en mixant les signaux des deux micros. Grâce à cette technique, Jimmy Page est l’un des premiers producteurs britanniques à enregistrer un son ambiant caractérisé par le délai pour la même note entre les deux micros. La technique est améliorée en plaçant des micros dans des endroits insolites, comme une cage d'escalier pour obtenir la profondeur du son de la batterie dans When the Levee Breaks.
Pour les enregistrements de Whole Lotta Love et You Shook Me, Jimmy Page utilise la technique dite de l’écho inversé qui consiste à inverser la bande magnétique, à injecter de l'écho sur les sons à l'envers, pour remettre finalement la bande à l'endroit. Jimmy Page affirme être à l’origine de cet effet qu’il aurait inventé lors d’un enregistrement du morceau des Yardbirds Ten Little Indians en 1967 . L’inversion permet d’entendre l’écho avant le son principal.
Page prend pour habitude de changer d’ingénieur du son pour chacun des trois premiers album de Led Zeppelin, de Glyn Johns pour le premier album, Eddie Kramer pour le deuxième à Andy Johns pour les autres : « Je changeais constamment d’ingénieurs car je ne voulais pas que les gens croient qu’ils étaient à l’origine de notre son. Je voulais que les gens sachent que c’était moi. »

#### Consommation de drogues
Page admet lui-même qu'il a été un gros consommateur de stupéfiants tout au long des années 1970. Dans une interview pour Guitar World en 2003, il déclare: « Je ne peux pas parler (pour les autres membres du groupe), mais pour moi, les drogues faisaient partie intégrante du truc, depuis le début, jusqu'à la fin. »
En 1973, la drogue de prédilection des membres de Led Zeppelin est la cocaïne. Page, John Bonham ainsi que leurs managers Peter Grant et Richard Cole sont des consommateurs réguliers. D'après Richard Cole — lui-même héroïnomane — Page commence en 1975 à prendre de l'héroïne lors des sessions d'enregistrement pour l'album Presence. Peu de temps après, Page avoue à Cole qu'il est devenu dépendant. En 1977, la toxicomanie de Page commence à affecter son aptitude à jouer. Il a beaucoup maigri et n'est plus en symbiose avec les autres membres du groupe, notamment Plant, lors des concerts. Lors de l'enregistrement de In Through The Out Door en 1978, l'influence de Page sur l'album est moindre par rapport à celle du bassiste John Paul Jones, en partie à cause de ses abus qui entraînent son absence des studios durant de longues périodes. Page réussit à décrocher en 1983 alors qu'il est en tournée pour des concerts de charité. D'après le livre Hammer of the Gods, Page a annoncé à ses amis qu'il venait d'arrêter sa consommation d'héroïne, sept ans après avoir commencé[Quand ?].
Dans une interview de 1988 pour le magazine Musician, Page s'énerve contre un journaliste qui associe son nom à l'héroïne ; il répond sèchement : « je ne suis pas un toxico, merci beaucoup ».

### Après Led Zeppelin

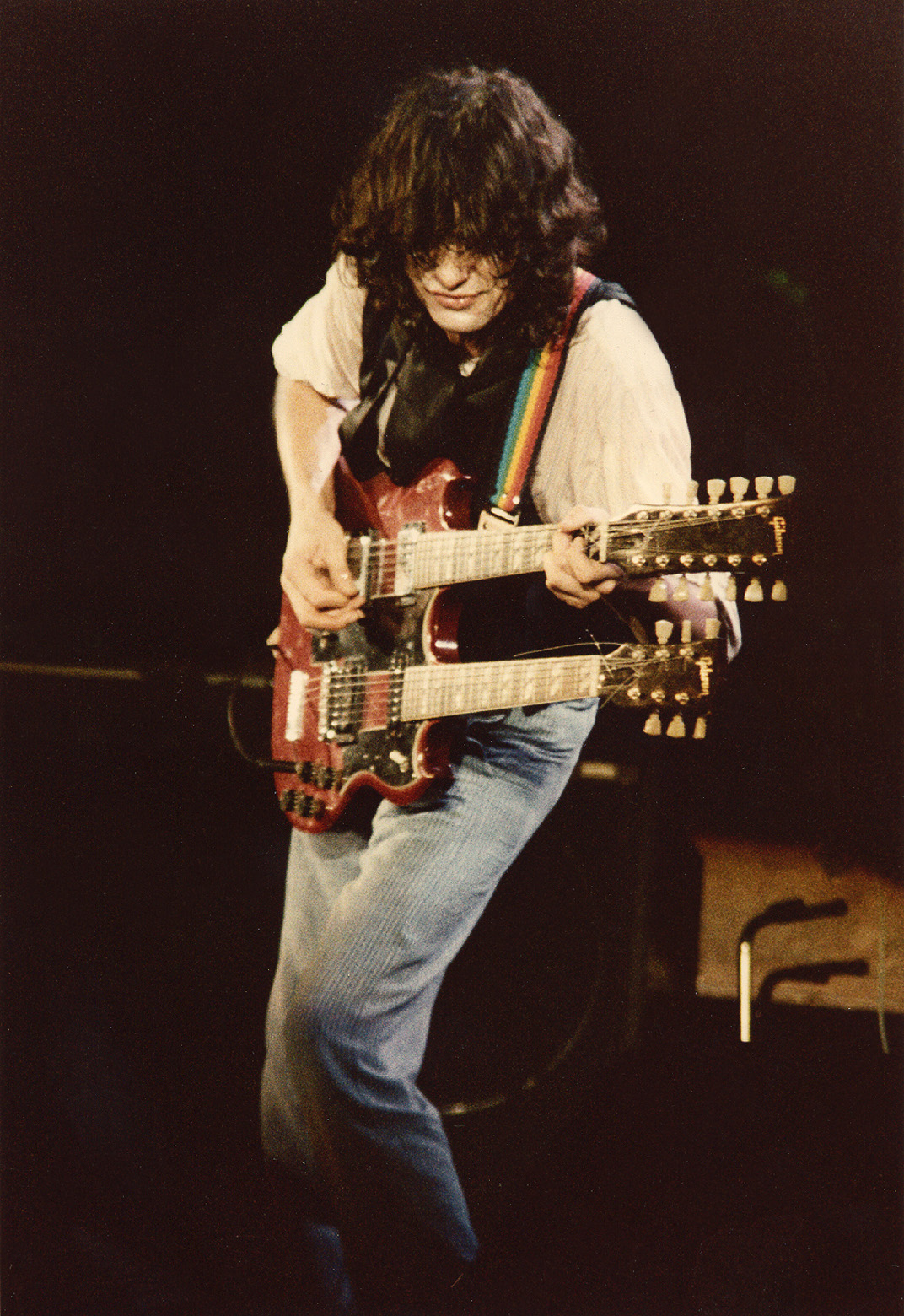
Jimmy Page en 1983.

John Bonham meurt en septembre 1980, au domicile de Jimmy Page, à Clewer, d'un coma éthylique, étouffé dans ses vomissures après une soirée trop arrosée. Refusant de continuer sans lui, le groupe se sépare.

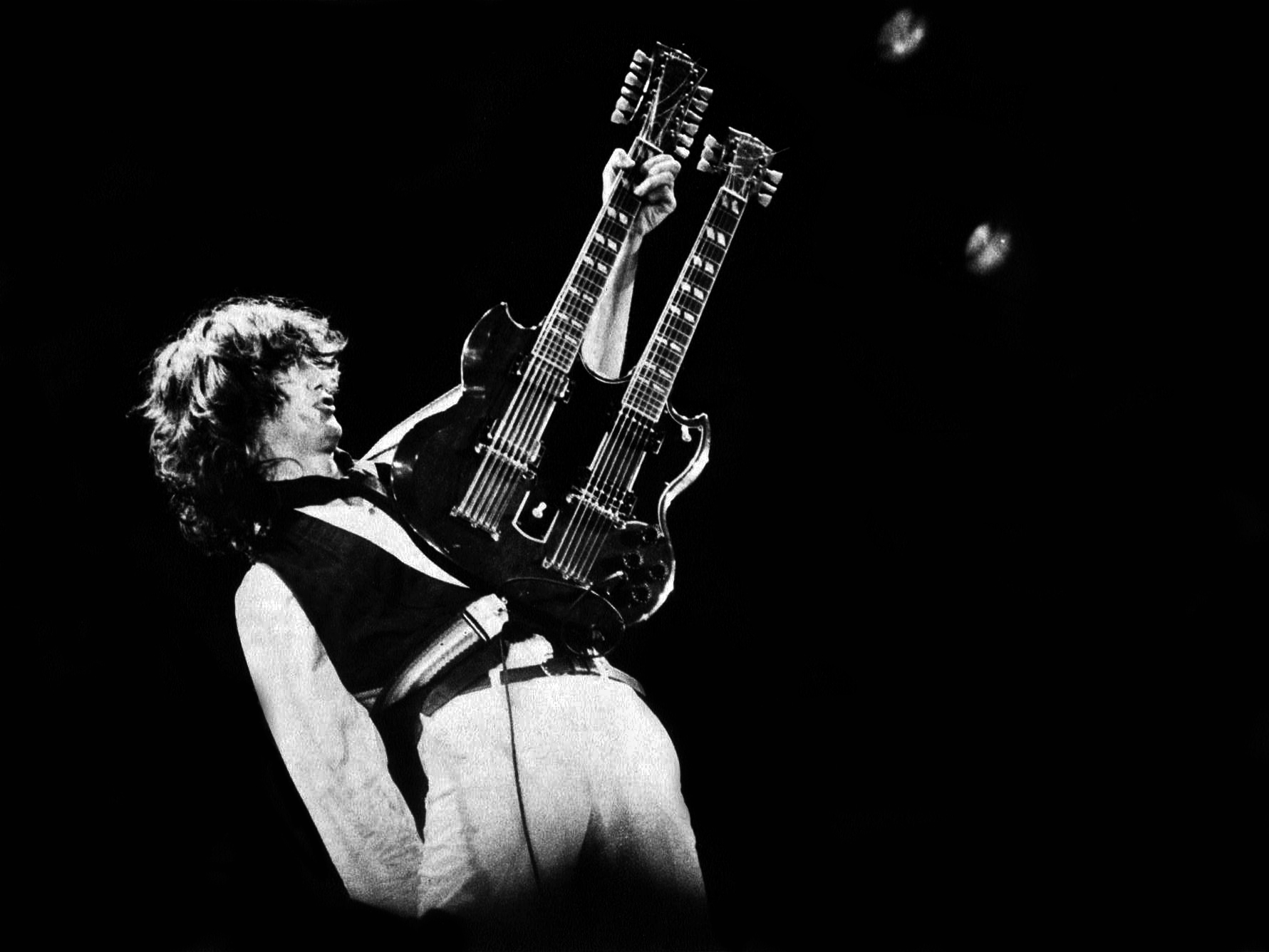
Jimmy Page en concert pour l'A.R.M.S.

Jimmy Page fait un retour sur scène couronné de succès avec une série de concerts de charité pour l'A.R.M.S (Action Research for Multiple Sclerosis qui combat la sclérose en plaques) en 1983. En 1984, une vidéo du concert de l'A.R.M.S à Londres est diffusée avec deux morceaux de Jimmy Page pour la bande-son du film Le Justicier de New York avec Steve Winwood au chant, et une jam session avec Jeff Beck et Eric Clapton. Pendant la tournée, Jimmy Page parait extrêmement fragile et fatigué. Il vient en effet d'arrêter l'héroïne.
Pour l'album Whatever Happened to Jugula? et quelques concerts, Jimmy Page s'associe à Roy Harper. Il joue des morceaux à prédominance acoustique dans des festivals folk. En 1984, Robert Plant et Jimmy Page forment un groupe de courte durée avec Jeff Beck, The Honeydrippers, qui connaît le succès avec une reprise de Sea of Love de Phil Phillips. Jimmy Page collabore avec Paul Rodgers, ex-chanteur de Bad Company et du groupe Free, pour enregistrer deux albums sous le nom de The Firm. Le premier opus est éponyme, suivi de Mean Business en 1986. Quelques chansons rencontrent un certain succès auprès du public comme Radioactive ou Closer, et l'album finit à la 17e de la catégorie pop des Billboard Music Charts. Jimmy Page poursuit avec d'autres projets et du travail en studio avec Stephen Stills, Box of Frogs, les Rolling Stones sur leur titre de 1986, One Hit (To the Body), et publie en 1988 son seul album solo (avec une participation de Robert Plant), Outrider (en). Il travaille sur les bandes-son des films Un justicier dans la ville 2 en 1982 sur lesquelles il jouera sur une guitare synthétiseur Roland GR-808, et Le Justicier de New York en 1985, avec Michael Winner.
En 1985, les anciens membres de Led Zeppelin se réunissent pour le Live Aid accompagnés de Phil Collins et Tony Thompson à la batterie. Cependant le groupe, n'étant pas satisfait par la qualité de sa prestation, refuse qu'elle apparaisse dans le DVD produit à l'occasion du 20e anniversaire du Live Aid. En 1986, Jimmy Page retrouve brièvement ses compagnons des Yardbirds pour jouer plusieurs morceaux de l'album Strange Land des Box of Frogs. Le groupe se reforme pour le 40e anniversaire d'Atlantic Records le 14 mai 1988 avec Page, Plant, Jones et le fils de John Bonham, Jason, pour clore le concert.
En 1990, Robert Plant et Jimmy Page font une apparition surprise lors d'un concert à Knebworth pour le Nordoff-Robbins Music Therapy Centre et la British School for Performing Arts and Technology. Ils y jouent Misty Mountain Hop, Wearing and Tearing et Rock and Roll.
En 1993, Jimmy Page s'associe au chanteur David Coverdale pour produire un album, Coverdale-Page, et faire une série de concerts à travers le monde. Le morceau Shake My Tree, que Jimmy avait déjà proposé pour Led Zeppelin, est enregistré sur l’album. Ce titre sera interprété avec Robert Plant lors de la tournée Page Plant No Quarter.
En 1994, Jimmy Page et Robert Plant participent aux MTV Unplugged avec un concert acoustique de 90 minutes, Unledded. Le CD suivra en octobre 1994 sous le titre No Quarter: Jimmy Page and Robert Plant Unledded. Le DVD sera quant à lui publié en 2004 : No Quarter. Après ce disque, qui fit l'objet d'une tournée, Page et Plant enregistrent Walking into Clarksdale en 1998.
Depuis 1990, Jimmy Page s’est fortement impliqué dans le remastering de l'ensemble du répertoire de Led Zeppelin. Il participe à diverses associations de bienfaisance comme Action for Brazil's Children Trust (ABC Trust), fondée par sa femme Jimena Gomez-Paratcha en 1998. La même année, Jimmy Page fait un duo avec Puff Daddy dans Come with Me avec des samples de Kashmir. Le titre apparaît dans la bande-son de Godzilla. Jimmy Page joue en live avec Puff Daddy durant le Saturday Night Live. En 1999, Jimmy Page enregistre un album enregistré en public et fait une tournée avec The Black Crowes. En 2001, il apparaît sur scène pour jouer Thank you avec Fred Durst de Limp Bizkit et Wes Scantlin de Puddle of Mudd pour les MTV Europe Video Music Awards à Francfort.

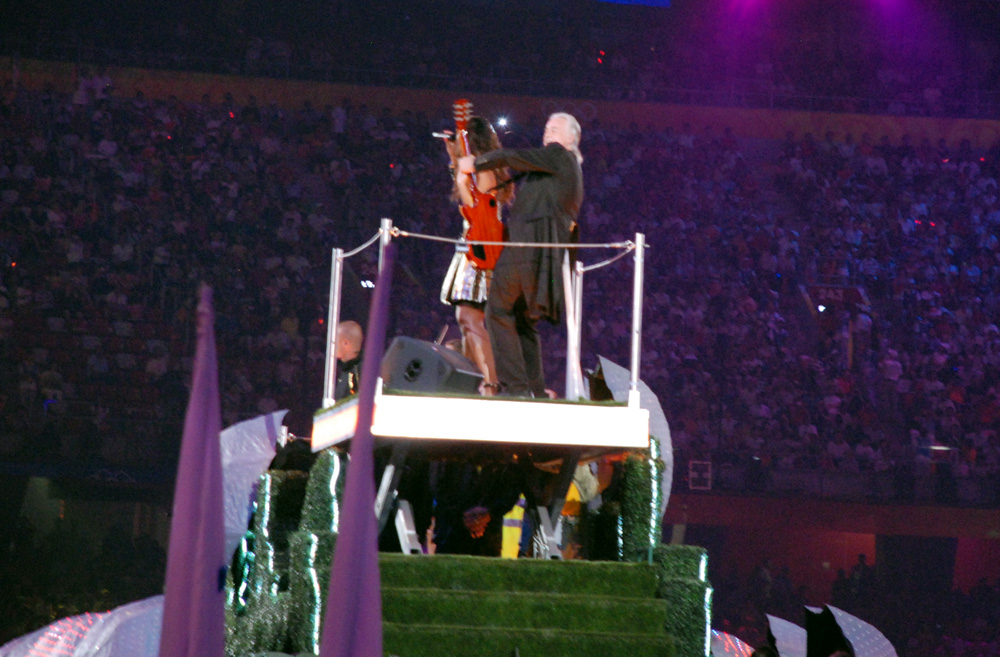
Jimmy Page interprétant Whole Lotta Love lors de la cérémonie de clôture des Jeux olympiques de Pékin le 24 août 2008.

En 2005, Jimmy Page est décoré de l'ordre de l'Empire britannique pour ses actions caritatives au Brésil. Il fut nommé citoyen honorifique de la ville de Rio de Janeiro. En novembre 2006, Led Zeppelin reçoit le Prix Polar Music. L'émission télévisée retransmettant l'évènement montre la remise de la récompense à Jimmy Page et un court discours de ce dernier. Après cela, le groupe Wolfmother rend hommage à Led Zeppelin avec Communication Breakdown. La même année, il joue dans l'album de Jerry Lee Lewis, Last Man Standin, pour une reprise de Rock and Roll de l'album IV de Led Zeppelin.
Le 10 décembre 2007, Jimmy Page, Robert Plant, John Paul Jones et Jason Bonham reforment Led Zeppelin pour un concert caritatif en hommage à Ahmet Ertegün (fondateur d'Atlantic Records). Pour l'occasion, ils jouent devant 20 000 personnes (dont une multitude de VIP) à la O2 Arena de Londres. La qualité de leur prestation et le plaisir de rejouer ensemble donne au groupe l'envie d'effectuer une tournée mondiale. Cependant, Robert Plant, peu favorable à relancer la machine et occupé par sa carrière solo, contraint ses compères à laisser de côté ce projet.
Le 24 août 2008, Jimmy Page apparaît lors de la cérémonie de clôture des Jeux olympiques de Pékin où il joue Whole Lotta Love dans le  Stade du Nid D'oiseau aux côtés de la chanteuse Leona Lewis et du joueur de football David Beckham, faisant ainsi le pont entre Pékin 2008 et Londres 2012.  
En septembre 2008, certaines sources affirment que Jimmy Page, John Paul Jones et Jason Bonham se sont récemment réunis en studio pour  répéter avec un chanteur américain en vue d'une éventuelle tournée mondiale. Très satisfait par ces séances de répétitions, Jimmy Page et John Paul Jones annoncent qu'ils envisagent sérieusement de reformer Led Zeppelin pour une tournée mondiale en 2009 et qu'ils n'hésiteront pas à remplacer Robert Plant, si celui-ci ne se décide pas à les accompagner. Quelques jours plus tard, le quotidien britannique The Sun affirme que Robert Plant aurait donné son accord pour participer à cette tournée mondiale en 2009. Enfin, le 30 septembre, Robert Plant rejette toute participation à ce projet.
En septembre 2008, Jimmy Page coproduit le film documentaire It Might Get Loud de Davis Guggenheim. Ce documentaire explore l'histoire de la guitare électrique, et plus particulièrement des carrières et des styles de jeu de Jimmy Page, The Edge et Jack White. La première de ce film s'est déroulée lors de l'édition 2008 du Festival international du film de Toronto.
Le 4 avril 2009, il introduit Jeff Beck au Rock and Roll Hall of Fame.

## Vie privée
Jimmy Page a cinq enfants.
Il a d'abord été marié à Charlotte Martin, du 14 janvier 1970 à octobre 1983. Ils ont eu une fille, Scarlet Lilith Eleida Page, née en mars 1971.
Il a ensuite épousé Patricia Ecker, de 1986 au 16 janvier 1995. Leur fils, James Patrick Page III, est né en 1988.
Il a enfin été marié à Jimena Gomez-Paratcha, d'avril 1995 à juillet 2008. Ils ont eu deux enfants : un fils, Ashen Josan, né en 1999, et une fille, Zofia-Jade, née en 1997. Jimmy a adopté la fille de Jimena, Jana, née en 1994. Jimmy et Jimena ont divorcé en août 2008.
Depuis 2014, il est en couple avec la poétesse britannique Scarlett Sabet (en), de 46 ans sa cadette.

## Occultisme
On a beaucoup parlé de son goût pour l'occultisme et de la fascination pour Aleister Crowley, ce qui lui confère parfois une certaine aura mystique, certains allant même jusqu'à prétendre que Stairway to Heaven cacherait une incantation satanique révélée en écoutant le morceau à l'envers. Jimmy Page a également fait l'acquisition de Boleskine House, un manoir ayant appartenu au mage Aleister Crowley, sur les bords du Loch Ness.
Par contre, l'intérêt de Jimmy Page pour la magie et pour Thelema est tout à fait réel. Le fameux symbole de Page, qui peut se lire « Zoso », vient du grimoire de magie, Le Dragon Rouge (ou Le Grand Grimoire), il y représente la planète Saturne (en astrologie, planète rectrice du Capricorne, signe astrologique de Jimmy Page).

## Titre et récompenses
- Jimmy Page est membre de l'ordre de l'Empire britannique.

## Discographie

### Enregistrements (1963 – 1969)
Entre décembre 1962 et fin 1969, Jimmy Page a été guitariste de studio sur plusieurs centaines de chansons d’artistes et groupes britanniques ainsi que sur quelques-uns de trois ou quatre chanteurs français. La liste réelle et exhaustive est impossible à reconstituer en intégralité. Plusieurs essais ont été publiés par des journalistes britanniques ou américains spécialisés. Une autre liste, française, plus détaillée et commentée, a été publiée en 1999 dans un mensuel français spécialisé, sur une quarantaine de pages. Publié en 2014, un livre de Daniel Lesueur détaille toutes ces sessions sur 330 pages (voir Bibliographie).
En ce qui concerne les chansons elles-mêmes, on en trouve environ 150 (uniquement d'artistes/groupes britanniques) répartis sur les neuf CD suivants :
- 1 et 2. James Patrick Page: Session Man (en) – 2 volumes, Archive International Productions (Bomp ! records), 1989 et 1990.

Volume 1 : 21 titres, mais Page ne joue pas sur le dernier.
Volume 2 : 21 pièces, dont le dernier est en fait un live pirate de Led Zeppelin (ou des New Yardbirds) du 18 octobre 1968.
- 3. Jimmy Page and Friends - Wailing Sounds. Music Avenue 250156 (2006). Contient l’album Lord Sutch & Heavy Friends (1970, 12 titres) + six chansons des sessions Keith De Groot 1968[39].
- 4 et 5. This Guitar Kills: More 60s Groups & Sessions - remastered by Jimmy Page. Castle (2007, l'édition 2003 n'était pas remasterisée). Double CD avec 43 titres dont 2 par Johnny Hallyday[40].
- 6 et 7. Jimmy Page and friends. Atom (2006). Double CD avec 35 chansons.
- 8 et 9. Jimmy Page and his heavy friends : Hip Young Guitar Slinger (en), double CD avec 53 titres. Sequel-Sanctuary (2000).

Sur un total de 190 titres répartis sur ces neuf CD, il y a d’une part plusieurs doublons et, d’autre part, Jimmy Page n'est que producteur pour quelques titres sur lesquels il ne joue pas, notamment sur les deux derniers doubles CD. De plus, pour de nombreux titres, aucune preuve irréfutable ne vient étayer la certitude qu'il intervient réellement à la guitare, car sa partie est souvent couverte par un autre instrument ou par le chant. Quand on arrive à distinguer une guitare (rythmique ou solo) dans l'accompagnement, seule une oreille experte saura dire si c'est lui ou non.
- 1991 : Studio Works 1964-1968
- 1992 : Jimmy's Back Pages...The Early Years - Compilation de travail de studio pour d'autres artistes.
- 1994 : Jimmy's Jam
- 1994 : Freight Loader - Compilation sur disques Les Génies du rock Collection.

Sous son nom, Jimmy Page a publié un seul 45-tours, début 1965 : She Just Satisfies / Keep Movin'  (Fontana TF 533). Le premier titre est celui des Kinks, qu'il a réécrit pour l'occasion, avec d'autres paroles, chantées par Bobbie Graham.

### The Yardbirds
- 1965 : Having a Rave Up - Deuxième guitare solo sur le morceau bonus "Stroll On"
- 1967 : Little Games
- 1970 : Live Yardbirds! Featuring Jimmy Page

### En solo
- 1982 : Un justicier dans la ville 2 (Death Wish II) (bande originale)
- 1988 : Outrider (en)
- 2012 : Lucifer Rising and Other Sound Tracks (en) (bande originale non utilisée)
- 2019 : Tribute To Alexis Korner, Live At The Club Palais Ballroom, Nottingham 1984
- 2021 : Tribute To Alexis Korner Volume 1
- 2021 : Tribute To Alexis Korner Volume 2

### Roy Harper
- 1971 : Stormcock - Guitare sur Same Old Rock sous le pseudonyme de S. Flavius Mercurius
- 1973 : Lifemask - Guitare sur Bank of the dead et The Lord's Prayer, sur cette dernière Brian Davison des Nice est à la batterie
- 1974 : Valentine - Guitare sur Male Chauvinist Pig Blues, présents sur l'album Ian Anderson, Keith Moon, Ronnie Lane, David Bedford, etc
- 1985 : Whatever Happened to Jugula? (en) - Joue sur tout l'album, avec Tony Franklin à la basse du groupe The Firm

### The Firm

#### Albums studio
- 1985 : The Firm
- 1986 : Mean Business

### Coverdale / Page
- 1993 : Coverdale/Page

### Page and Plant
- 1995 : No Quarter (Unledded) - Album
- 1995 : No Quarter Unledded - DVD
- 1995 : A Songwriting Legacy
- 1998 : Walking into Clarksdale
- 1998 : Walking Into Clarksdale An Interview With Jimmy Page & Robert Plant
- 2004 : No Quarter (Unledded) - Réédition avec une chanson en moins, Thank You présente sur la première édition.

### The Black Crowes
- 1999 : Live At The Greek - Excess All Areas
- 2001 : Live At The Greek - 2 CD

### Collaborations
- 1968 : No Introduction Necessary (en) de Jimmy Page, Nicky Hopkins, John Paul Jones, Albert Lee, Chris Hughes, Keith David De Groot, Clem Cattini, Jim Sullivan. - Jimmy sur 6 chansons
- 1968 : Don't Send Me No Flowers de Sonny Boy Williamson II, With Brian Auger & The Trinity/Joe Harriott/Alan Skidmore/Jimmy Page.
- 1970 : Lord Sutch and Heavy Friends de Screaming Lord Sutch
- 1984 : Right By You de Stephen Stills,- Guitare sur 50/50, Flaming Heart et Right by You
- 1984 : The Honeydrippers : Volume one - Guitare solo sur I get a thrill et Sea of love.
- 1985 : Scream for Help, bande son de John Paul Jones, avec Jon Anderson de Yes.
- 1985 : Wonderful Night - Eric Clapton & Jimmy Page
- 1985 : Willie And The Poor Boys - Jimmy Page et Paul Rodgers sur deux chansons, These Arms of Mine de Otis Redding et Slippin' and Slidin' de Albert Collins, Eddie Bocage, James Smith et Richard Penniman.
- 1988 : Now and zen de Robert Plant : Guitare solo sur Tall cool one et Heaven knows.
- 1992 : Back To The Light de Brian May : Crédit sur Resurrection
- 1997 : The Inner Flame: A Tribute to Rainer Ptacek : Robert Plant et Jimmy Page sur une chanson de cet album hommage Rude World.
- 1998 : Come with me de Puff Daddy- Samples de Kashmir pour le film Godzilla de Roland Emmerich.
- 2003 : Sixty Six to Timbuktu de Robert Plant ; Album Compilation de Robert Plant contenant les 5 chansons précitées.
- 2005 : Jimmy Page & Eric Clapton & Jeff Beck -  A.R.M.S. Concert  DVD
- 2006 : Nine Lives de Robert Plant : Coffret de 9 CD + 1 DVD de Robert Plant avec les mêmes chansons précitées plus haut.
- 2006 : Last Man Standing de Jerry Lee Lewis. Sur Rock And Roll
- 2007 : Smoke and Fire de Jimmy Page, Jeff Beck, John Bonham, Noel Redding, Nicky Hopkins
- 2009 : The Edge, Jimmy Page, Jack White – It Might Get Loud DVD

## Instruments
Jimmy Page posséderait plus de 1 500 guitares, une estimation qu'il a donnée à Stuart Maconie de BBC Radio Two en juin 2005.

### Guitares électriques

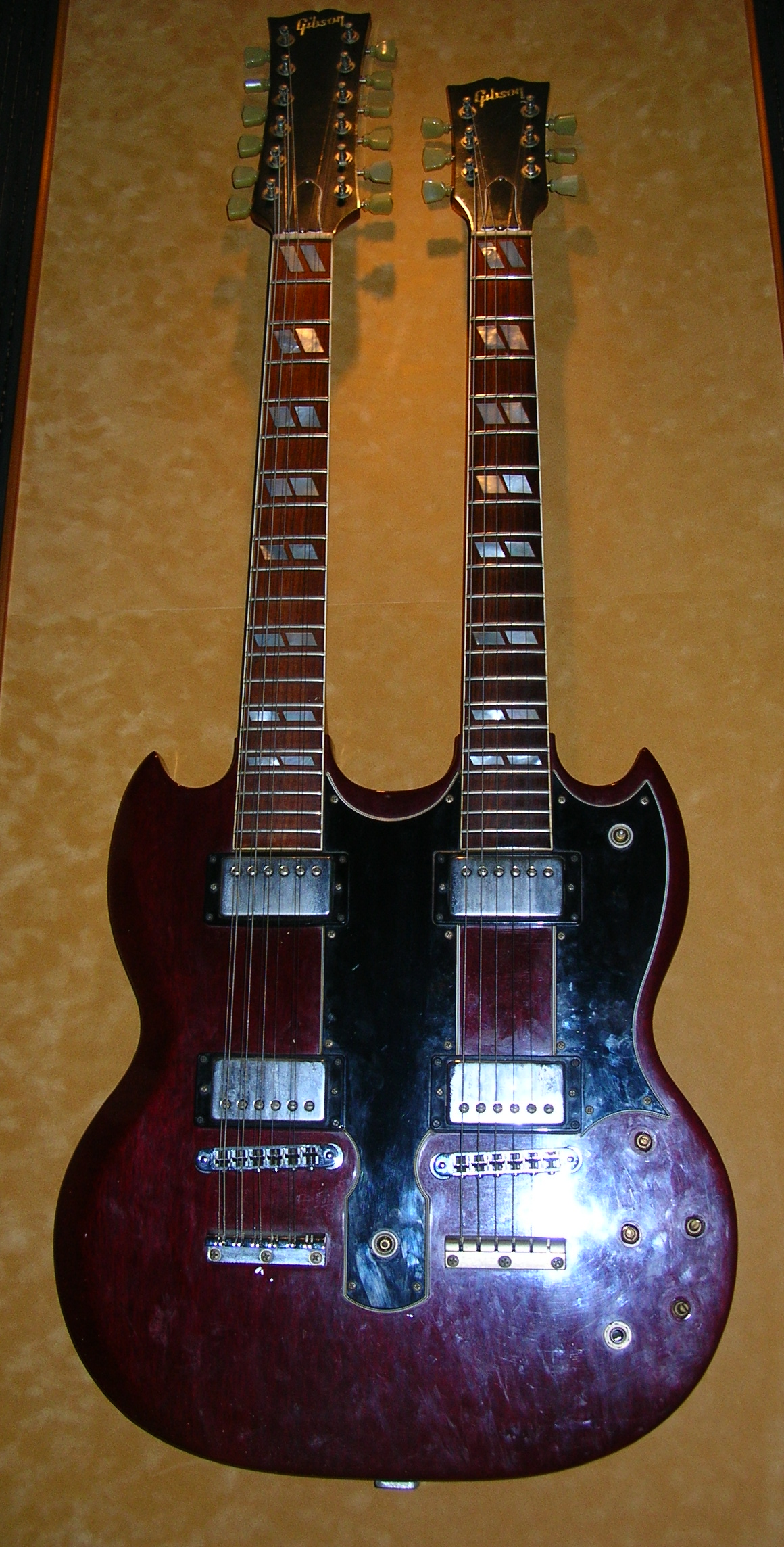
Une Gibson EDS-1275 de Jimmy Page au Hard Rock Cafe de Hollywood.

- 1957 Resonet Grazioso[42], une copie de Fender Stratocaster[43].
- années 1960 : Gibson Les Paul Custom noire (Black beauty) avec vibrato Bigsby et 2 sélecteurs supplémentaires pour obtenir toutes les configurations de micro possibles - volée en 1970 lors d'un changement d'avion à Vancouver (Canada). Selon un roadie du groupe, Henry Smith, la guitare a été retrouvée en 2016 et rendue à Jimmy Page[44]. Une autre Black Beauty a été offerte à Dan Hawkins de The Darkness ; parfois utilisée sur scène au début de Led Zeppelin et utilisée en studio, notamment sur Whole Lotta Love[45]. Gibson a collaboré avec Jimmy Page en 2009 pour créer une série limitée de Black Beauty avec les mêmes caractéristiques que l'originale, à l'exception d'un sélecteur 6 positions à la place des 3 sélecteurs. Il possède l'exemplaire n°1 et l'a utilisé durant For Your Life durant le concert Celebration Day en 2007 à Londres[46].
- 1966-68 : Botswana Brown Fender Telecaster - donnée par Jeff Beck, initialement une Olympic White mais retouchée avec un motif de dragon[47], utilisée pour le 1er album de Led Zeppelin.
- à partir de 1969 : 2 Gibson Les Paul Standard'59, dont une donnée ou vendue (selon les sources) par Joe Walsh. Des modifications de câblage, des potentiomètres push/pull et des switchs additionnels sous le pickguard  y ont été apportés pour splitter les micros, les passer en parallèle ou en série, etc.
- Fender Telecaster'59
- Danelectro 3021, utilisée en concert pour jouer Kashmir, In My Time Of Dying, etc.
- Fender Stratocaster Lake Placid Blue (pour In The Evening)
- Fender Electric XII (12-cordes) (en studio pour Stairway)
- Cream Fender Telecaster 1966
- Vox 12-cordes 1967
- Gibson EDS-1275 utilisé en concert pour Stairway to Heaven, Celebration Day, Sick Again (sur la tournée américaine de 1977), The Rain Song et The Song Remains the Same
- 1973 : Gibson Les Paul Standard
- 1977 : Gibson RD Artist
- 1983 : Cort VA200
- années 1980 : Gibson SG (rarement utilisée)

### Guitares acoustiques
- Gibson J-200
- Martin D-28 (acoustique)
- Gibson Everly Brothers Model
- Giannini 12-cordes
- Harmony
- Washburn 12 cordes
- Ovation 1994 Double Neck

### Divers
- Mandoline Andy Manson custom, 12 cordes et 6 cordes acoustiques
- Mandoline Gibson
- Pedal steel guitar, modèle Fender 10-String 800
- Archet de violon
- Thérémine
- Banjo
- Ukulélé

### Accessoires
- Pete Cornish Custom Switching System
- MXR Phase 90
- Boss CE-2 Chorus
- Yamaha CH-10 Mark II Chorus
- Echoplex
- Theremin
- Remington
- Pete Cornish Line Drivers
- Herco Flex 75 mm Picks
- Ernie Ball .009-.042 Strings
- Ernie Ball Earthwood Acoustic Strings
- Vox Wah-Wha
- Dunlop Cry-Baby